# Taufbecken (Salles-lès-Aulnay)

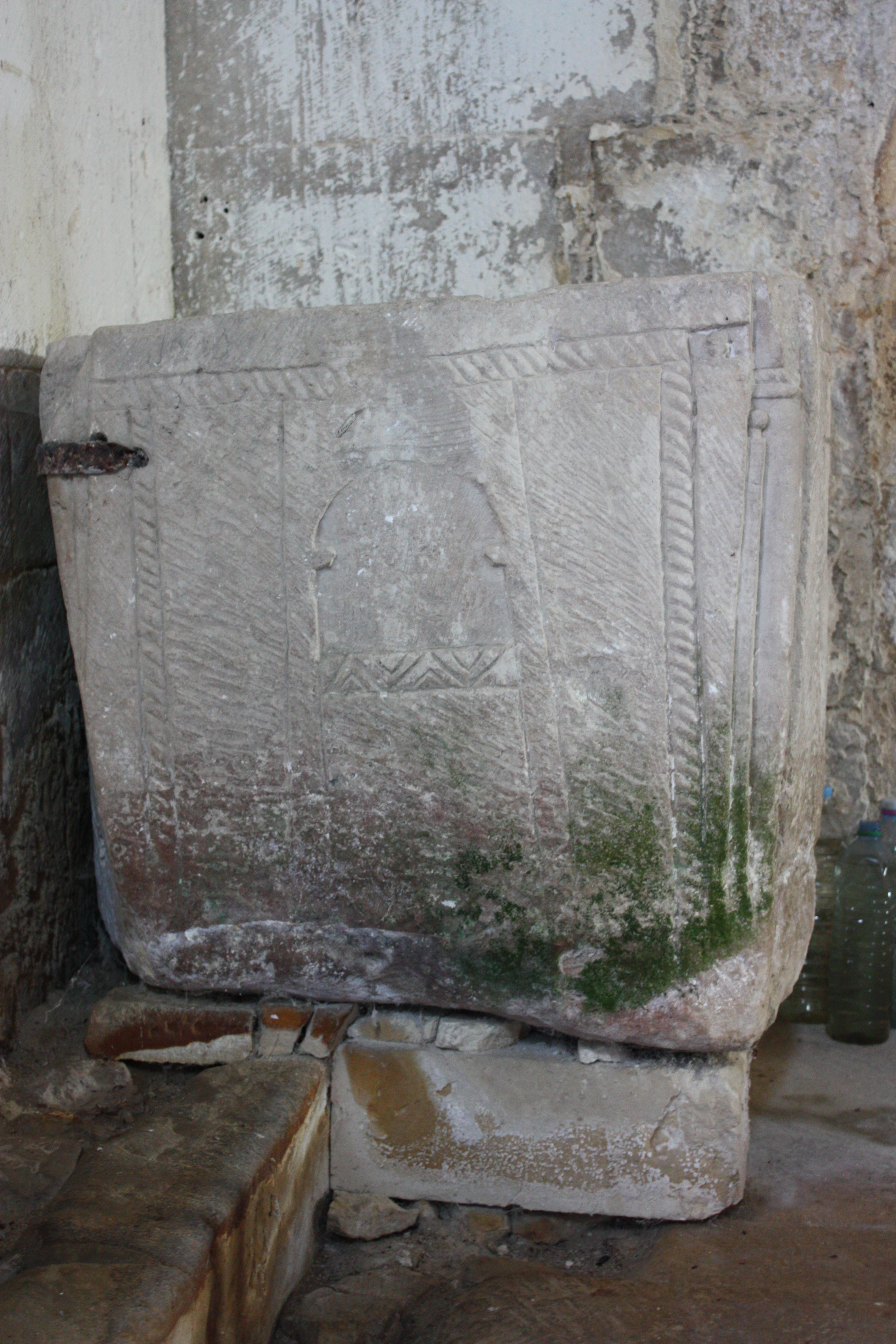
Taufbecken in der Kirche Notre-Dame von Aulnay

Das Taufbecken in der Kirche St-Germain  im Ortsteil Salles-lès-Aulnay von Aulnay, einer französischen Gemeinde im Département Charente-Maritime der Region Nouvelle-Aquitaine, wurde im 12. Jahrhundert geschaffen. Im Jahr 1922 wurde das Taufbecken als Monument historique in die Liste der geschützten Objekte (Base Palissy) in Frankreich aufgenommen.
Das rechteckige Taufbecken aus Kalkstein wurde aus einem Steinblock geschaffen. An den Ecken sind Säulchen eingestellt und alle Seiten sind mit Bändern verziert.